# Пограничная река

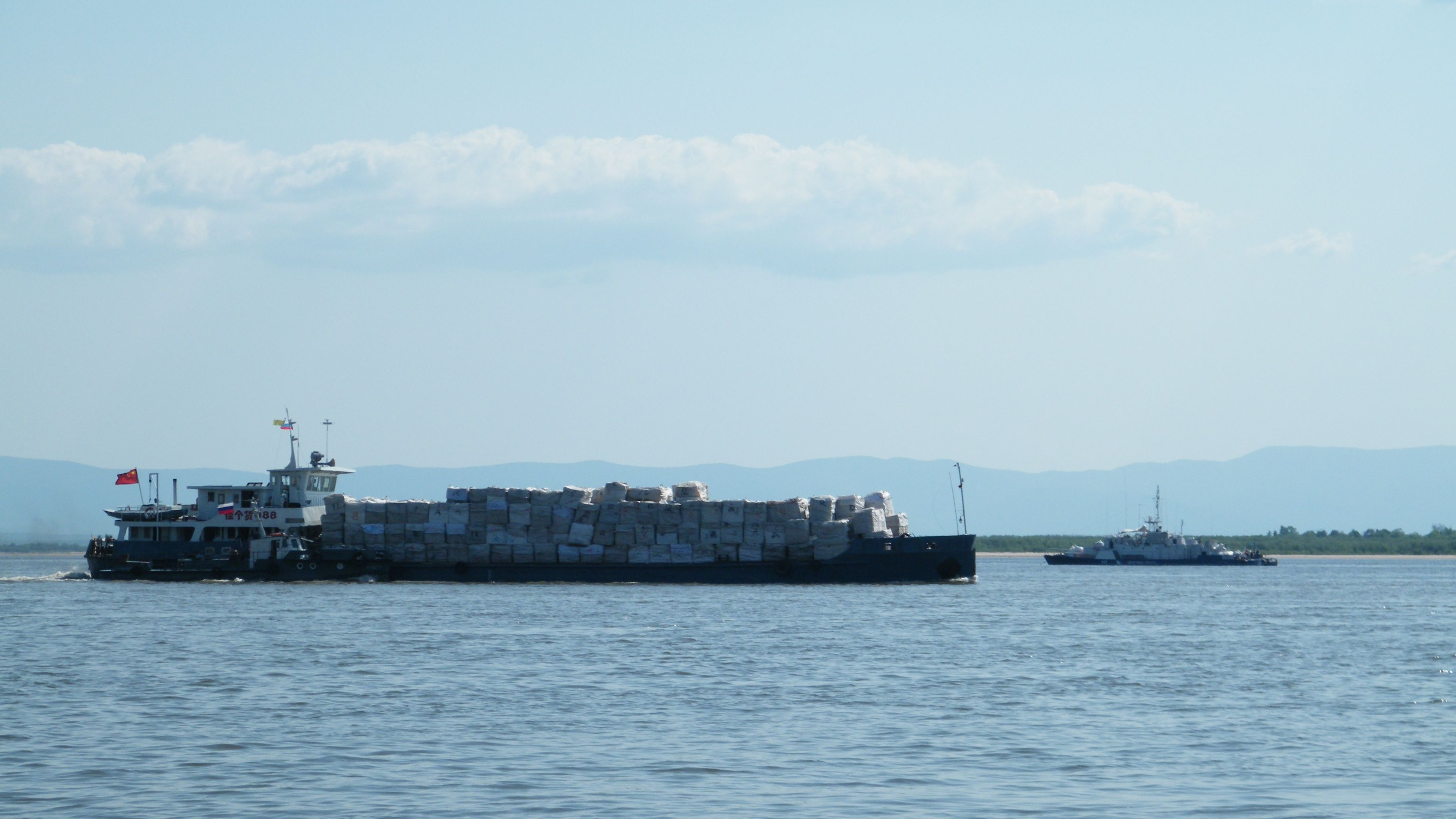
Китайский теплоход у Хабаровска. На мачте поднят российский вымпел — это означает, что на борту находится лоцман Амурского речного пароходства.
Вдали — сторожевой корабль Амурской пограничной флотилии

Пограни́чная река́ — река, которая отделяет одно государство от другого. Если такая река несудоходная, пограничная линия как правило проводится по середине реки или середине её главного рукава, если их больше одного. Если река судоходная, то пограничная линия проводится по середине так называемого тальвега главного фарватера реки. Данный принцип разграничения был принят при подписании Версальского мирного договора 1919 г. как общий принцип разграничения за исключением особых случаев. Так, например, возможно проведение границы по одному из берегов, когда подобная граница сложилась исторически — по договору или если одна сторона колонизировала второй берег до того, как его начала колонизировать другая.
Наиболее длинная пограничная река — Амур: граница между Россией и Китаем на протяжении 3469 км.